# Informatyka kwantowa
Informatyka kwantowa – dziedzina łącząca informatykę i mechanikę kwantową, zajmująca się wykorzystaniem własności układów kwantowych do przesyłania i obróbki informacji (patrz też informacja kwantowa).

## Podstawowe pojęcia
Elementarnym nośnikiem kwantowej informacji w informatyce kwantowej jest kubit, kwantowy odpowiednik bitu. Stan kubitu opisany jest przez dowolną kombinację liniową stanów bazowych.
W najbardziej popularnym modelu kwantowego przetwarzania informacji, operacje na kubitach są reprezentowane za pomocą bramek kwantowych.

## Potencjalne zastosowania
Najbardziej spektakularny sukces informatyki kwantowej to kwantowa kryptografia. Natomiast najbardziej obiecującym kierunkiem badań są prace dotyczące idei kwantowego komputera. Stworzono teorię i pewne realizacje bramek kwantowych, a na targach CES w 2018 roku firma IBM zaprezentowała swój działający, 50-kubitowy komputer kwantowy.